# Roy Cizek
Roy R. Cizek (29 gennaio 1943 – Torrance, 12 aprile 1993) è stato un inventore statunitense.

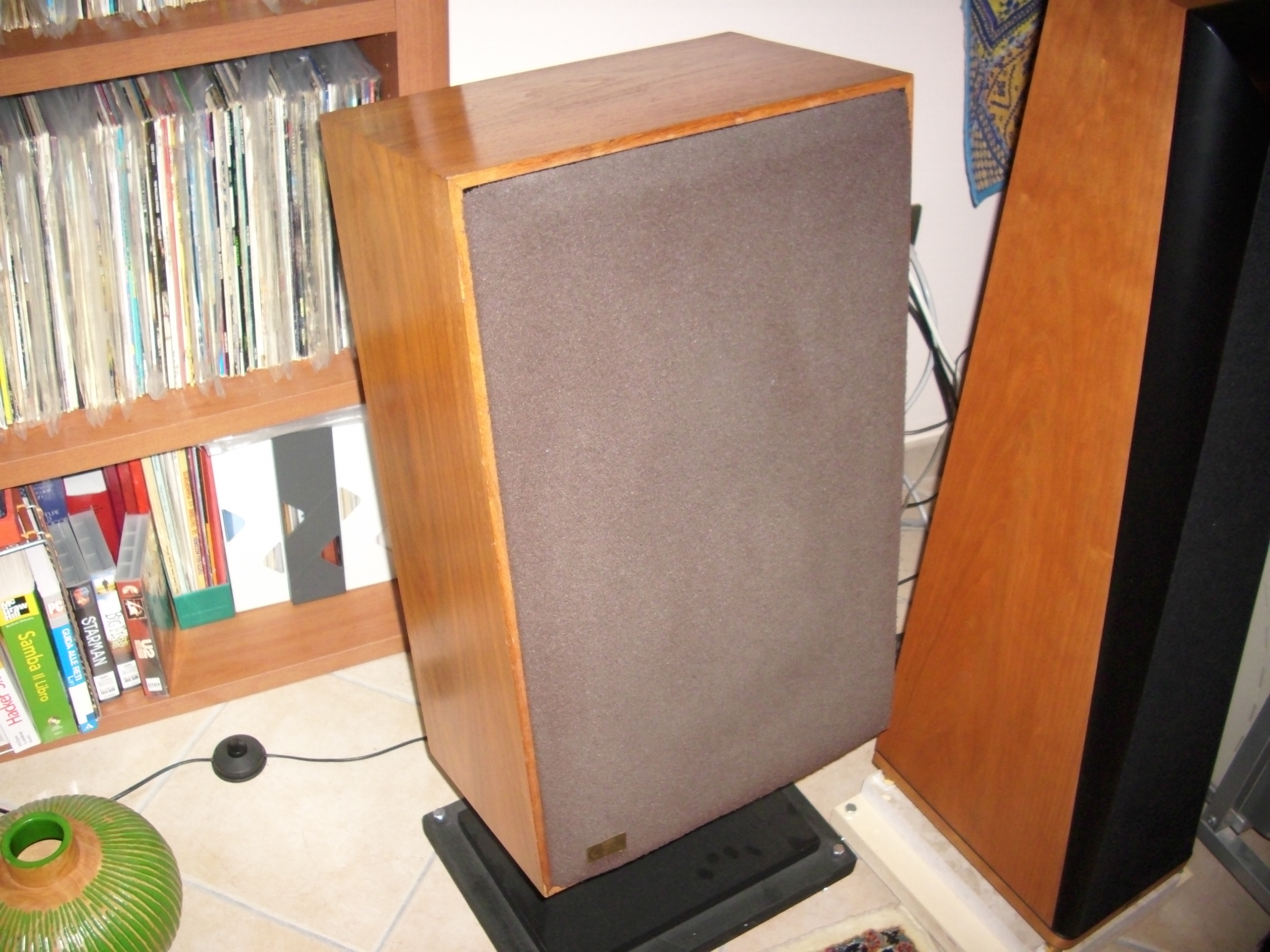
La Cizek One con la griglia in foam. Il diffusore è posizionato sul suo stand originale Cizek

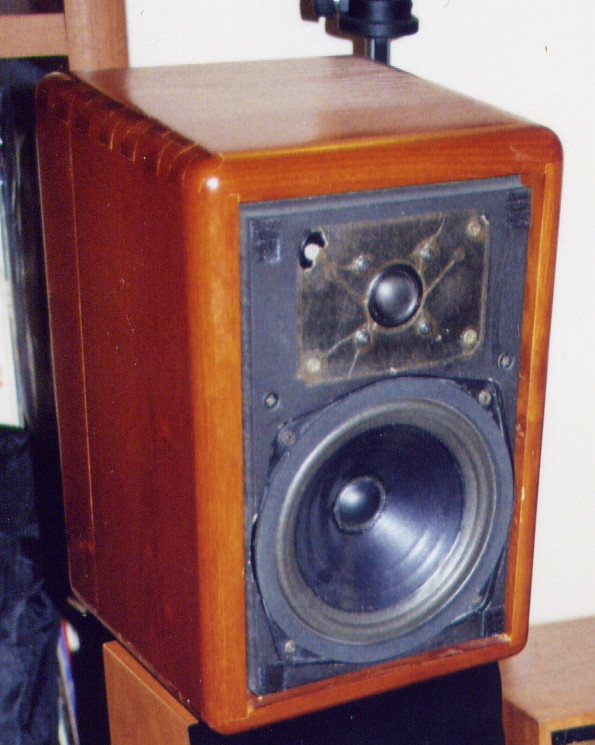
Cizek KA-1 Classic.

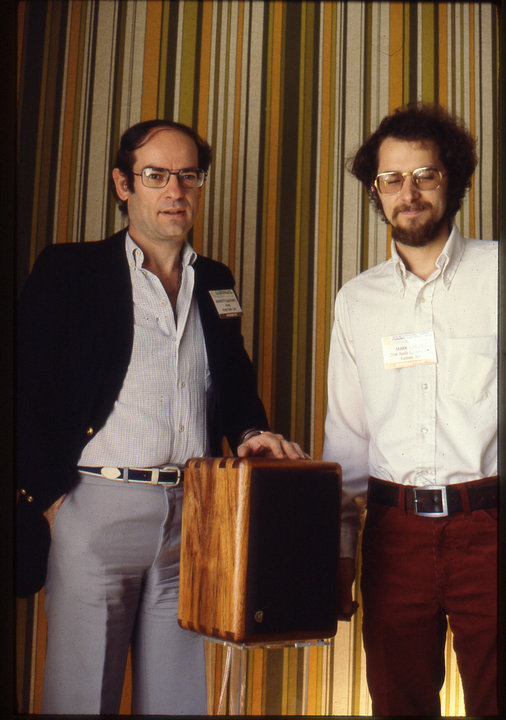
Storica foto di Giancarlo Bonetti ad Andover MA, con Mark Gailus, giovane collaboratore di Roy Cizek e progettista del celebre modello di diffusori Cizek KA-1 Classic.

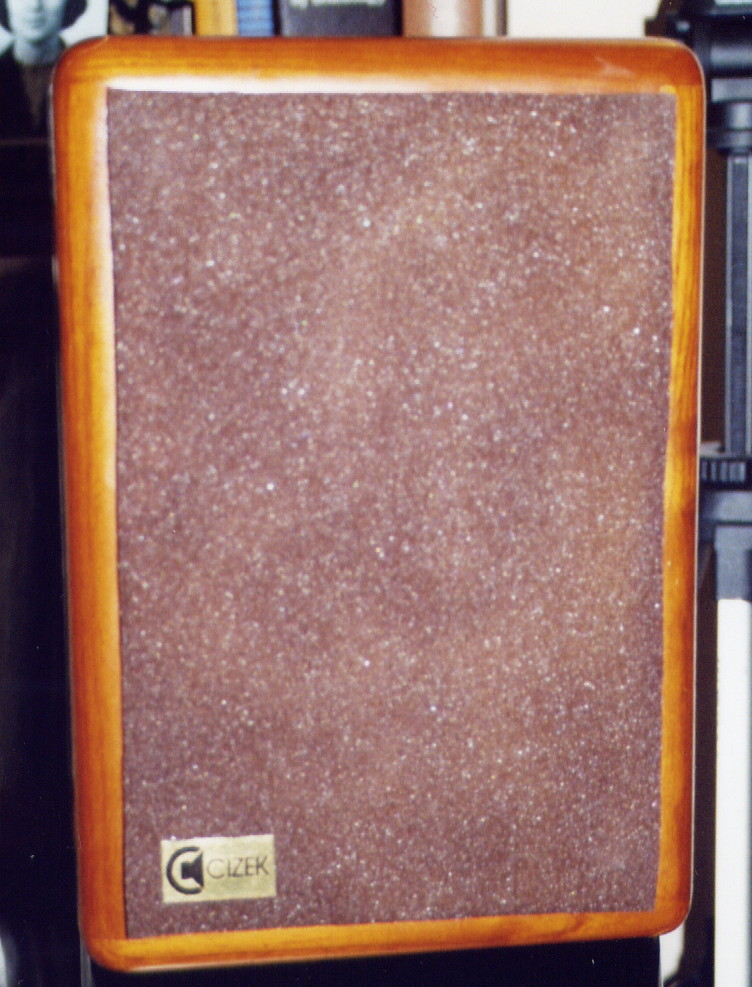
Cizek KA-1 Classic con la griglia in foam.

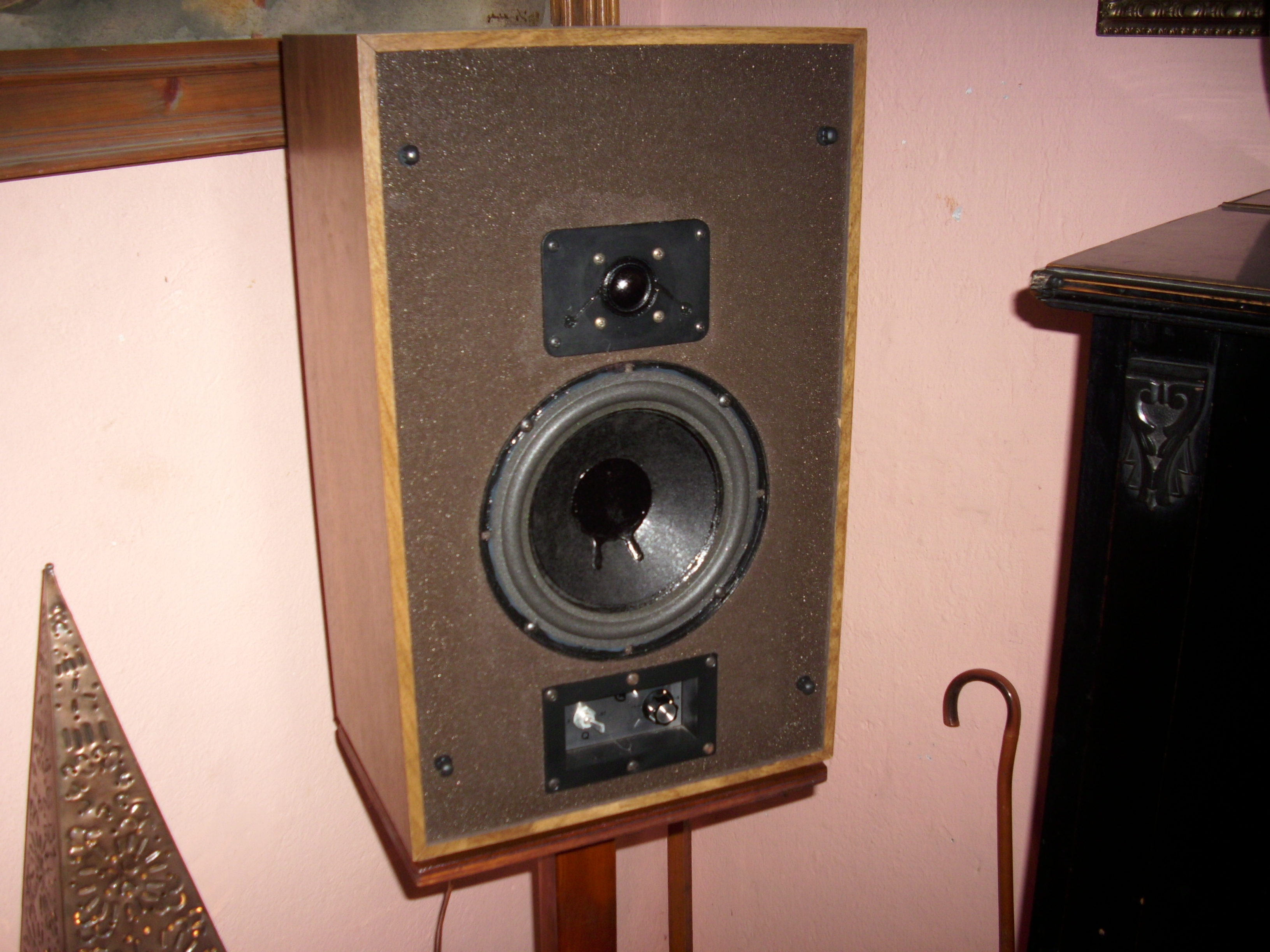
Cizek Model 2.

Fondatore della CIZEK Audio System di Andover (Massachusetts), è divenuto piuttosto noto nel mondo audiofilo, specialmente in Italia, alla fine degli anni '70 per i suoi diffusori acustici (vedi altoparlante) di qualità. Nato il 29 gennaio del 1943, ha lavorato per case costruttrici HI-FI storiche come la Acoustic Research, la JBL e la Altec Lansing prima di mettersi in proprio. Cieco dall'età di 3 anni, sviluppò una particolare sensibilità per la riproduzione musicale e brevettò un particolare crossover in grado di garantire una curva d'impedenza piatta alle sue casse acustiche. Ancora oggi i diffusori Cizek sono considerati da molti esperti di audiofilia un punto di riferimento.

## Biografia
Roy divenne cieco da bambino, in seguito ad una grave ustione per la quale sviluppò anche delle ulcere croniche agli arti inferiori che lo accompagnarono per tutta la vita. Queste sue gravi disabilità contribuirono probabilmente allo sviluppo della sua finissima sensibilità per la musica ed i suoni in generale. Cresciuto a Bloomington nello Stato dell'Indiana, produsse qui i suoi primi diffusori acustici, probabilmente dei prototipi realizzati artigianalmente, come dimostrano alcune rare foto. Secondo una testimonianza di Ron Nadeau, suo intimo amico che lo conobbe all'Università dell'Indiana, proprio a Bloomington, Roy era persona di grande generosità; dotato di fini capacità nella lavorazione del legno, costruiva diffusori acustici per gli studenti dell'Università in cambio di pochi soldi. Questa "filosofia" ispirò tutta la sua futura produzione: la sua sfida, era riuscire a costruire diffusori di qualità a basso costo.
Negli anni '70, si trasferì con la moglie Fran ed il figlio Carl a Cambridge (Massachusetts) dove lavorò come consulente per la Acoustic Research. In questo Stato, precisamente ad Andover, fondò qualche anno più tardi la Società che portava il suo nome, la CIZEK Audio System.
Nel 1976 Roy produsse il suo prodotto di maggior successo: la CIZEK Model One. Questo diffusore introduceva per primo il concetto di modulo piatto dell'impedenza, con il solo picco alla frequenza di risonanza, ottenuto tramite un particolare crossover, e nel contempo utilizzava alcune soluzioni innovative come l'inclinazione verso l'alto del baffle, ottenuto con dei particolari stands e l'utilizzo di materiale smorzante (foam) nel baffle al fine di ridurre i fenomeni di diffrazione. La Cizek One presentava inoltre un interruttore che permetteva di scegliere il fattore di smorzamento o fattore di merito (Q) delle basse frequenze fra 0.6 e 1.0; questo permetteva di decidere se ascoltare con bassi più secchi e frenati (Q = 0.6), oppure con bassi lievemente enfatizzati (Q = 1.0). Roy Cizek verificava personalmente tutte le "Model one" prodotte, in modo che rientrassero nell'ambito degli standard da lui stabiliti. Essendo cieco, non poteva visionare la misurazione, ma utilizzava un particolare stratagemma: posizionava le due dita indice e medio in modo che l'ago dello strumento di lettura non toccasse le dita e rimanesse entro il margine di tolleranza stabilito. Se l'ago toccava le dita, il diffusore veniva scartato.
L'articolo uscito sul n° 54 della rivista italiana "Stereoplay" dell'Aprile 1978 a firma di Renato Giussani  descrive le caratteristiche innovative del sistema di altoparlanti di Roy Cizek.
Successivamente furono prodotti altri 2 modelli: La CIZEK Model 2 e la Model 3, oltre ad un subwoofer stereo con 2 woofers in doppia cassa chiusa chiamato MG 27; quest'ultimo, assieme al Model 3 fu oggetto di un articolo apparso sulla rivista Stereoplay e del quale è disponibile in rete il testo; in questo articolo, veniva evidenziato che il sistema Cizek era in grado di riprodurre i suoni compresi fra 27 e 700 Hertz in un intervallo di ± 1 db; inoltre, nelle conclusioni della recensione, l'associazione "Model 3 + MG 27" veniva paragonata ai migliori sistemi di altoparlanti allora esistenti. Qualche anno più tardi fu prodotto un mini monitor: il modello KA-1 Classic costruito interamente in legno massello di koa, un albero Hawaiiano di cui fu proibito l'abbattimento proprio in quegli anni; il KA-1 poteva essere abbinato ad un subwoofer sempre in KOA, il KA-20, costituendo così il "Sistema Classic 20", oggetto di una prova apparsa su Suono N° 113 del Giugno 1982 e dove nelle conclusioni si ribadisce l'elevato livello qualitativo del prodotto, che viene considerato "uno dei migliori diffusori mai ascoltati". Un'altra cassa particolare che la CIZEK costruì fu la "Sound Window", un diffusore da muro, appiattito e quadrato con gli spigoli arrotondati, di dimensioni medio-piccole.
Negli anni '80 Roy vendette la Società a Sheldon Feinstein che divenne il Presidente della CIZEK Audio System. Sfortunatamente Sheldon morì improvvisamente per un attacco cardiaco mentre andava a lavorare e la Società non si riprese dopo questo evento. Il nuovo Presidente della CIZEK non utilizzava un'agenda, preferendo memorizzare personalmente tutti gli indirizzi ed i contatti dei fornitori e dei clienti. Dopo la morte di Feinstein, il 30% della società fu rilevato da Giancarlo Bonetti, importatore italiano del marchio Cizek negli anni '70-'80. Così, per un breve periodo i diffusori Cizek della serie "Classic" (KA-1, KA-20 e KA-18) furono costruiti in Italia, su commissione della Esoter di Bonetti, dal giovane Franco Serblin, progettista HIFI, che nel 1983 avrebbe poi fondato la Sonus Faber, importante costruttore italiano di diffusori .
Roy Cizek continuò a produrre diffusori acustici negli anni '80 e nei primi anni '90 con la sua nuova Società, la "High Tech Aspirin by Cizek", assieme alla sua terza moglie, a Torrance, in California. Questi diffusori furono presentati ad almeno 2 edizioni del Consumer Electronics Show (CES) di Las Vegas. 
Il modello di subwoofer Cizek MG 27 è tuttora utilizzato assieme a diffusori Quad come termine di paragone per le prove di confronto e le recensioni di Robert Deutsch, noto giornalista della rivista HIFI "Stereophile".
Roy Morì, appena cinquantenne, il 12 aprile del 1993 a Torrance.

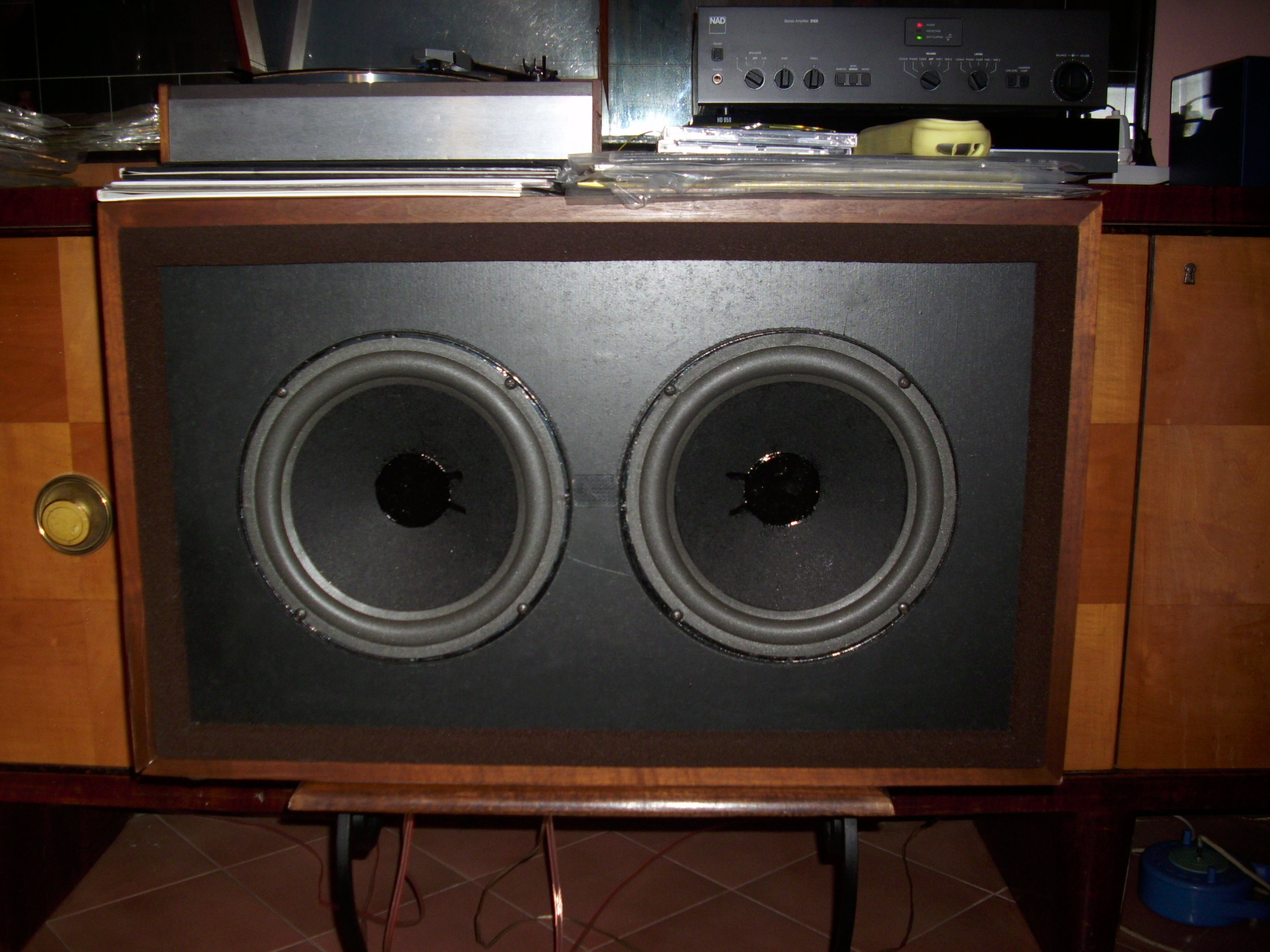
Subwoofer stereo Cizek MG27.

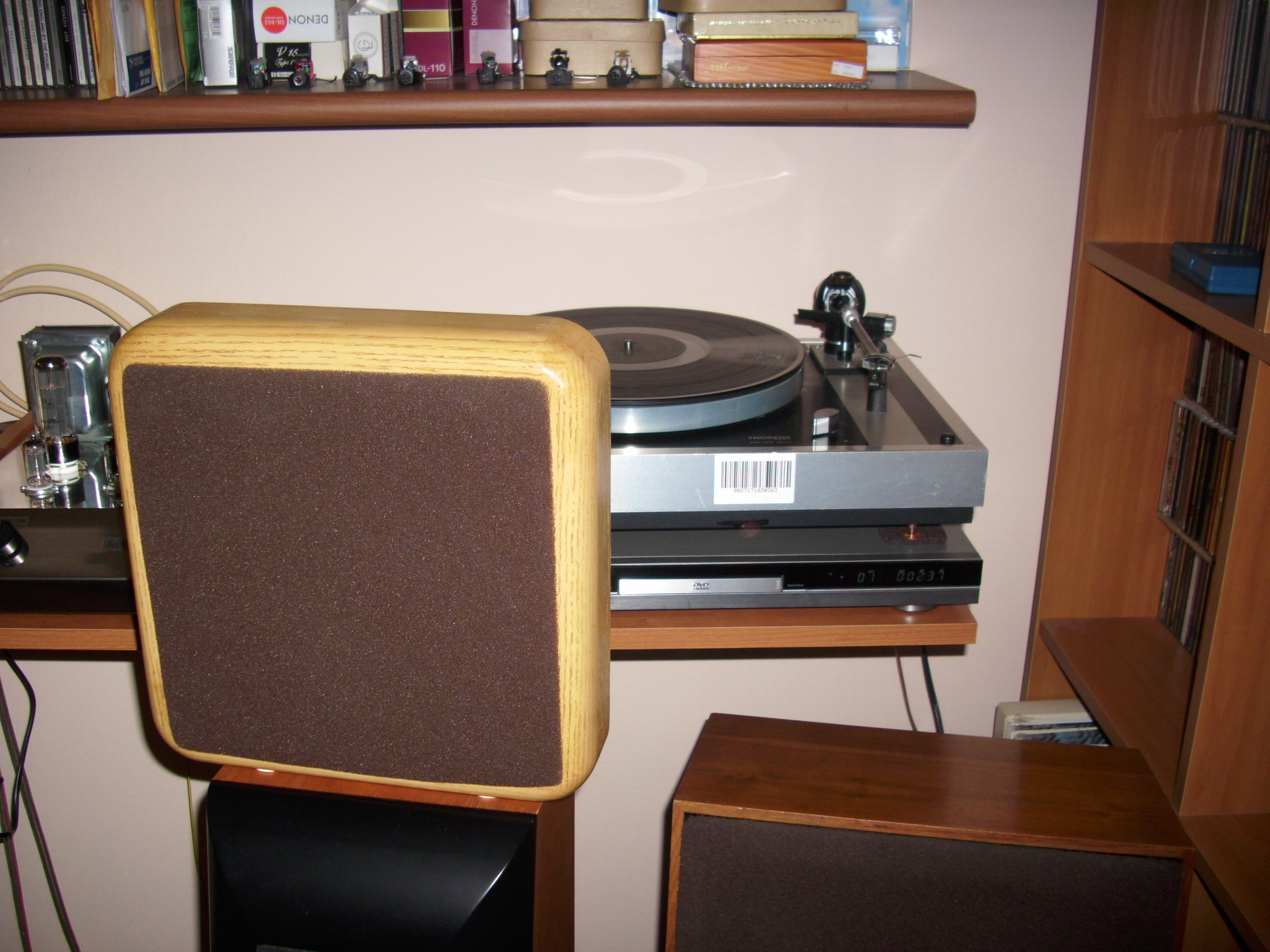
Cassa da parete Cizek Soundwindow con griglia in foam.

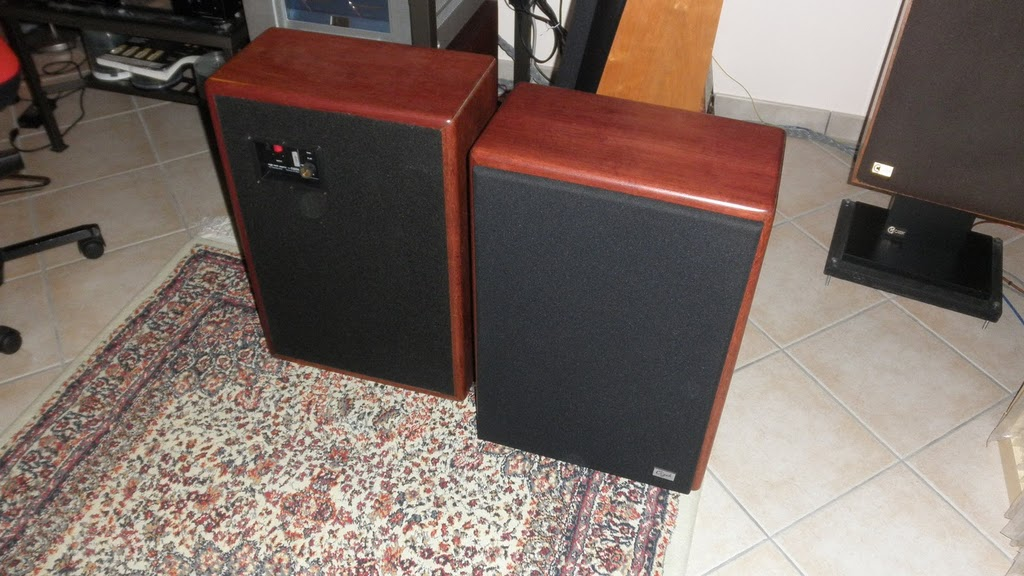
Un esemplare nuovo dell'ultima produzione di Roy Cizek: la AR1, il corrispettivo delle Model One in legno massello costruita a cavallo degli anni '90.